# Die Abenteuer der Prudence Petitpas
Die Abenteuer der Prudence Petitpas (Originaltitel: Les enquêtes de Prudence Petitpas) ist eine belgisch-französische Zeichentrickserie nach der Comicvorlage von Raymond Macherot und Maurice Maréchal. Sie entstand in den Jahren 1999 bis 2000 als Gemeinschaftsproduktion von Odec Kid Cartoons, TF1,  Carrere Gruppe und Les Films de la Perrine. Die deutsche Erstausstrahlung war am 19. Februar 2001 auf Super RTL, in der Schweiz kam sie später auf SF zwei. Seit September 2012 wird die Serie regelmäßig auf dem Kindersender RiC ausgestrahlt. Die deutschsprachigen Comics erschienen bereits in den 1970er-Jahren als Oma Pfiffig im Comic-Magazin Fix und Foxi.

## Handlung
In der Serie geht es um die ältere, alleinstehende Dame Prudence Petitpas (zu deutsch etwa: bedächtiger, kleiner Schritt) die im idyllischen, kleinen Moucheron im Süden Frankreichs lebt und dort vor allem die Kinder des Dorfes mit Naschereien versorgt, sofern sie nicht gerade strickt oder sich um ihren Kater Stanislaus kümmert. Doch Moucheron ist nicht so ruhig wie es den Anschein hat: Kriminelle Machenschaften bedrohen das kleine Dorf in jeder Episode und Hobby-Detektivin Prudence Petitpas wendet jeweils ihren ganzen Spürsinn auf, um den Schurken das Handwerk zu legen. Mit dabei ist immer auch die Kinderbande und ihr Anführer Jojo, der alte Gendarm Cyprien und dessen Vorgesetzter Kommissar Duroc. Die Schwestern Béchamel, drei ältere, alleinstehende Damen, pfuschen ihnen dabei oft ins Handwerk.